# 徳川生徒会
『徳川生徒会』（とくがわせいとかい）は、中津賢也による日本の漫画。『週刊少年サンデー増刊号』（小学館）1986年4月号から連載していたコミックは全2巻、コミック文庫は全1巻を2002年に刊行。

## あらすじ
300の学校が林立する巨大学園都市。その創始者である徳川家金が他界し、その跡を継いだ家夷のわがままな学校運営に各学校の校長は困り果てていた。そんな中、家夷のいる学園都市の中枢・大権現中央高等学校に薩摩学園から島津弥七がやって来る。大権現中央高等学校生徒会の面々が巻き起こす学園ドタバタコメディ。

## 登場人物
徳川家金
学園都市の創始者。家夷に遺産を残す。だがそれは家夷が相続にふさわしいかを推し量るためのもので実は生きていた。
徳川家夷
17歳・男。徳川生徒会会長。自称IQ300（現実にはありえない数値）。父・家金の遺言状で財産と学園都市を相続するが、わがままし放題で周りをめちゃくちゃにする（しかし提言したのは寮住まいの生徒の為の娯楽施設などの整備であり、一概に悪いとも言えない）。各学校長の秘密を記した閻魔帳を持っており、発言力は大きい。また、学校を一晩でロケットに改造できる技術力がある。
前述のとおり、能力は高いが物の考え方が根本的に間違っている部分も多く、しょうもないミスで自滅するタイプ。夜は弱く夕方の7時を「夜中」と称し就寝している上、朝は起こされるまで寝ている。
土井
徳川家の執事。
姉小路深紅
16歳・女。徳川生徒会会計。忍びの末裔。徳川家の公儀御庭番。低血圧で朝に弱い。家夷の発明で弥七と痛覚が入れ代わり、そのお陰で女子バレーボール大会で勝利する。明紅とケンカをすると当人たちは無傷だが周りの被害が烈しい。
波多野明紅
16歳・女。徳川生徒会書記。忍びの末裔。徳川家の公儀御庭番。少し高血圧。害虫を殺したために生類あわれみの霊に呪われたが弥七のお陰で危機を打破。深紅とケンカをすると当人たちは無傷だが周りの被害が烈しい。
島津弥七
薩摩学園高等学校2年D組。この学校の校長の養子で大権現高に転校し、家夷のお目付け役を任される。家夷との勝負に勝ち徳川生徒会副会長になる。『黄門★じごく変』にも登場している。
大塩平太郎
徳川家の顧問弁護士。徳川の財産管理をしていて遺産を狙っているが家夷の罠にはまり失敗。家夷によく振り回される。明紅に好意を持っている様子だが、明紅以外の人物からはロリコン呼ばわりされた。
豊臣秀頼
大阪城高校生徒会長。大権現中央高等学校と女子バレーボール大会の決勝戦で当たる。学園都市の支配権を賭けた勝負に負けたため学校を取り潰しにされ、兼任していた食品搬入委員会委員長を続けていたが、家夷の身勝手（弥七曰く「下種の勘繰り」）で解任される。その間、学園都市内では食料品の搬入が停止し、実家から遠い・市外まで買い物に行く余裕がない者たちが飢えることとなったが、誤解が解けて再就任する。
浅井淀君
大阪城高校バレーボール部員。スパイクが強烈で男子でさえ受け止められない。
有藤智子
大権現高バレー部員。バレーのセンスは超一流だがプレッシャーに弱い。
方広寺
大阪城高校の元校長。バレーに負けたために学校を取り壊され、跡地に百貨店を建て方広寺百貨店のオーナーになったが、視察に来た家夷たちに壊され失業する。
宇喜田
備前岡山高校の元校長。家夷のめちゃくちゃな発案に口答えをしただけで、学校を取り壊され八丈島中学の講師に格下げされる。
パティー裏亀
恐山中学校の教師。学園都市の長老で、占い師とイタコである。
生類あわれみの霊
弥七に風邪をうつされたため魔力を失い、家夷に見世物として飼われる。
加藤清正
肥後熊本高校。武術大会では弥七に敵わず万年2位。豊臣に勝手な恩義を感じていて徳川生徒会を潰しに来るが、飢餓状態の弥七に敗北。豊臣への恩義が晴れ、今度は弥七に恩返しをするため大権現高に転校し徳川生徒会祭事実行委員になる。
島津茂久
弥七の叔父（薩摩学園校長の弟）で、薩摩示現流の達人。薩摩学園高等学校の体育講師。閻魔帳を奪うために長州学園の毛利校長と反徳川団体の薩長学園同盟を結ぶようにと薩摩学園高校長（自分の兄）に促す。自身の豪剣相手に素手で挑んだ弥七に迷いを見せて肋骨を折られて負けるが、諦めることなく刺客を送る。再び徳川生徒会へ挑戦状を送り今度は百余名で向かうことを告げると、家夷の罠で茂久以外全員が食中毒により行動不能に陥る。そのため、単身で乗り込み加藤を金的攻撃であっさりと降し、目的であった閻魔帳のある金庫の鍵を開けるが、ロケットに改造されていた校舎ごと鹿児島に飛ばされる。妻子持ちで身持ちは堅い。
弁天菊乃
長州学園から大権現高に英語教師として赴任。島津茂久に加藤清正をたらし込むように指令を受ける。非常識な人間で、茂久に言い寄っているほか常識は顕微鏡で見ないと分からないほど小さい。実は男。加藤清正に負ける。
西郷隆盛
薩摩学園。薩長学園同盟の刺客として白羽の矢が立ち、姉小路深紅と波多野明紅を倒すように使命を受ける。文武両道のつわもの。自称フェミニストなので頭脳で何とかしようとするが、深紅と明紅のケンカに巻き込まれ何もせずに終わる。その後、学生寮の厨房で摘み食い中をしていた際に家夷発案の食中毒作戦の現場に居合わせるが、弥七に殴りたおされて庭の木に括られた。